# Ferme de Bel-Air (Creissels)
La ferme de Bel-Air est une ferme située à Creissels, en France.

## Localisation
La ferme est située sur la commune de Creissels, dans le département français de l'Aveyron.

## Historique
L'édifice est inscrit au titre des monuments historiques en 1994.